# Anna Kleinz
Anna Kleinz (5 de octubre de 1979) es una deportista alemana que compitió en remo. Ganó tres medallas en el Campeonato Mundial de Remo entre los años 1998 y 2000, en la prueba de cuatro scull ligero.

## Palmarés internacional
| Campeonato Mundial | Campeonato Mundial      | Campeonato Mundial | Campeonato Mundial  |
| Año                | Lugar                   | Medalla            | Prueba              |
| ------------------ | ----------------------- | ------------------ | ------------------- |
| 1998               | Colonia (Alemania)      | Medalla de oro     | Cuatro scull ligero |
| 1999               | St. Catharines (Canadá) | Medalla de plata   | Cuatro scull ligero |
| 2000               | Zagreb (Croacia)        | Medalla de oro     | Cuatro scull ligero |